# فرانك ستانمور
فرانك ستانمور (بالإنجليزية: Frank Stanmore)‏ ممثل بريطاني (ولد في لندن، 10 مارس 1877)، شارك في 76 فيلمًا بين عامي 1914 و1938.

## روابط خارجية
- فرانك ستانمور على موقع IMDb (الإنجليزية)
- فرانك ستانمور على موقع أول موفي (الإنجليزية)
- فرانك ستانمور على موقع قاعدة بيانات الأفلام السويدية (السويدية)
- فرانك ستانمور على موقع قاعدة بيانات الفيلم (الإنجليزية)
- فرانك ستانمور على موقع كينوبويسك (الروسية)